# Forsikring
Forsikring er en aftale mellem en forsikringstager (kunde), der køber et løfte om udligning af økonomiske tab. Forsikringstageren betaler en forsikringspræmie til et forsikringsselskab, som til gengæld forpligter sig til at betale erstatning, efter nærmere angivne retningslinjer, hvis skaden sker.
Forsikring kan give forsikringstageren sikkerhed eller beskyttelse inden for alle tænkelige risiko-områder.

## Forsikringstyper
Enhver risiko, der kan beregnes, kan principielt forsikres.
Man kan forsikre sit liv, helbred, ejendom, indbo, bil og alt, hvad man i øvrigt har kært. Der er næsten ingen grænser for de objekter, der kan forsikres for en pris eller forsikringspræmie.
Aftalen mellem forsikringstager og forsikringsselskab kaldes en forsikringspolice, der beskriver hvad der er dækket af forsikringen. Forsikringspolicen har desuden en række standardbestemmelser.
Nedenfor er en liste over de væsentligste typer af forsikringer, der findes. En enkelt forsikringspolice kan dække risici i en eller flere af de nedenfor anførte kategorier. For eksempel bilforsikring vil typisk dække både ejendomsrisiko (tyveri eller skader på køretøjet) og ansvarsrisikoen (juridiske krav som følge af en trafikulykke). En indboforsikring omfatter typisk dækning for skader på hjemmet og ejerens ejendele samt visse juridiske krav mod ejeren.
Erhvervsforsikring vil oftest være en individuel forsikring, der samler alle de risici, som er relevante for den enkelte virksomhed, i en samlet police.

### Ting
- Bilforsikring
- Bygningsbrandforsikring
- Elektronikforsikring
- Familieforsikring
- Husforsikring
- Indboforsikring

### Helbred
- Sundhedsforsikring
- Rejseforsikring
- Ulykkesforsikring

### Liv og Pensionsforsikring
- Begravelsesforsikring
- Livsforsikring
- Pensionsforsikring

### Erhvervsforsikring
- Ansvarsforsikring
- Bestyrelsesansvarsforsikring
- Høsttabsforsikring
- Kreditforsikring
- Retshjælpsforsikring
- Advokatforsikring
- Kaskoforsikring
- Skibsforsikring

### Øvrig forsikring
- Byggeforsikring
- Hundeforsikring

## Historie
Forsikring har eksisteret i mange år i det antikke Grækenland og Rom. Det var især købmænd, der ønskede at forsikre deres varetransporter mod at afgive en del af fortjenesten. I Danmark var det især Københavns brand i 1728 som i 1731 førte til oprettelsen af den første brandkasse Kjøbenhavns Brandforsikring.
Området er ofte beskyldt for at være uoverskueligt og ikke-sammenligneligt – så frasen: Har du læst det med småt? stammer vel herfra. Uoverskueligheden skyldes det faktum, at forsikringsbetingelser skal formuleres i et klart juridisk sprog. Dette gør paradoksalt nok, at den almindelige kunde (forsikringstager) ofte opfatter forsikringsbetingelser som rent volapyk. Forbrugerrådets site, www.forsikringsguiden.dk (se henvisning) er et forsøg på at råde bod på dette, idet man her kan sammenligne de mest gængse forsikringer på en let og overskuelig måde.

## Jura
Den juridiske disciplin, der studerer regler for forsikringsselskaber er forsikringsret. En vigtig lov for forsikringsret er forsikringsaftaleloven.

## Præmieberegning
Et forsikringsselskab sætter forsikringens pris, præmien, ud fra beregning, kaldet forsikringstariffen.
Tariffen konstrueres ud fra en vurdering af den risiko selskabet påtager sig ved at sælge forsikringen. I sin simpleste form, kan en tarif sættes ud fra den gennemsnitlige sandsynlighed for at en skade indtræffer, og den gennemsnitlige udbetaling der vil ske pr. skade.
Ofte tager vurderingen dog udgangspunkt i avancerede statistiske beregninger af forskellige forholds indflydelse på sandsynligheden for at skader opstår, og på det økonomiske omfang af skader. Til dette er forsikringsselskabets statistikker over skader en vigtig kilde.

## Genforsikring
Somme tider kan det dog gå galt for et forsikringsselskab, hvis en vejr eller vind er til det. I så fald kan et forsikringsselskab tegne forsikring hos andre selskaber i form af genforsikring.
I tilfælde af naturkatastrofer kan selv genforsikring ikke klare erstatningskravene, hvorfor sådanne katastrofer ofte er undtaget i forsikringsbetingelserne – benævnt force majeure. Som sidste mulighed kan staten overtage forpligtelserne, et eksempel på dette er i tilfælde af stormflod, hvor Stormrådet kan vælge at dække skaderne efter en storm.

## Selvforsikring
Den danske stat er selvforsikrende, dvs. enhver skade som rammer den offentlige sektor betales af de offentlige kasser. Den danske stat har også i sin velfærdsmodel tegnet forsikring for borgerne i en udstrakt grad. F.eks. er behandlinger i det offentlige sundhedsvæsen gratis eller næsten gratis, mens man i andre lande selv må tegne helbredsforsikring.